# Fontenilles
Fontenilles is een gemeente in het Franse departement Haute-Garonne (regio Occitanie). De plaats maakt deel uit van het arrondissement Muret. Fontenilles telde op 1 januari 2022 5.869 inwoners.

## Geografie
De oppervlakte van Fontenilles bedroeg op 1 januari 2022 20,22 vierkante kilometer; de bevolkingsdichtheid was toen 290,3 inwoners per km².

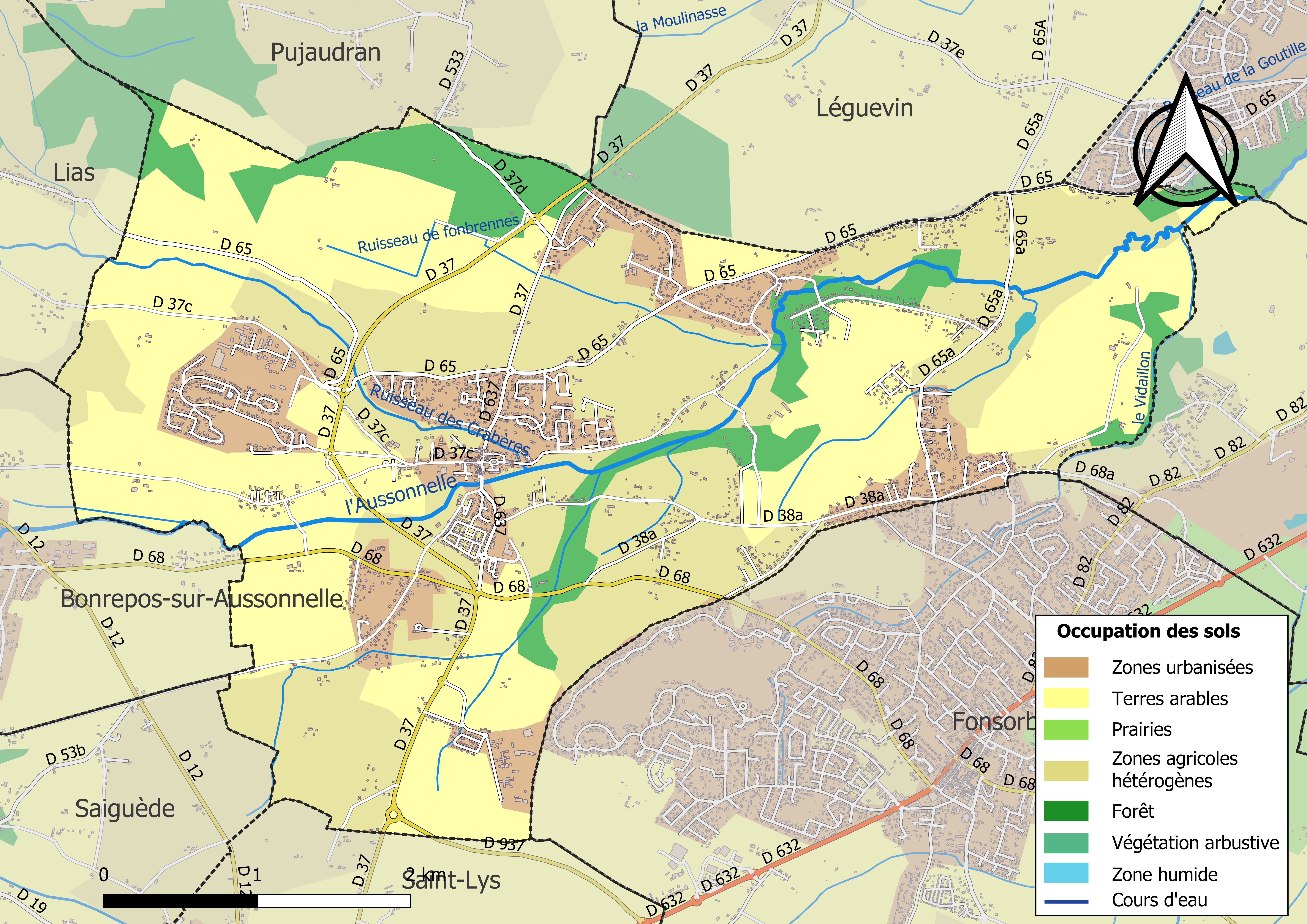
Kaart van de gemeente met belangrijkste infrastructuur, bodemgebruik en omliggende gemeenten

## Demografie
Onderstaande figuur toont het verloop van het inwonertal (bron: INSEE-tellingen).